# (22339) 1992 OL3
1992 أو أل 3 (ويعرف أيضًا باسم (22339) 1992 أو أل 3 وفق تسمية الكوكب الصغير) (بالإنجليزية: 1992 OL3)‏ هو كويكب ضمن حزام الكويكبات؛ وترتيبه 22339 من حيث الاكتشاف.
اكتُشف هذا الجُرم الفلكي بواسطة إيريك والتر إلست في 26 يوليو 1992.

## وصلات خارجية
- (22339) 1992 OL3 في قاعدة بيانات مختبر الدفع النفاث لأجرام النظام الشمسي الصغيرة

- الاكتشاف · مخطط المدار ·  العناصر المدارية · المعلمات المادية

- (22339) 1992 OL3 على موقع ويكي سكاي: DSS2, SDSS, GALEX, IRAS, Hydrogen α, X-Ray, Astrophoto, Sky Map, Articles and images